# Sievert
El sievert es la unidad de equivalencia de dosis de radiación ionizante del Sistema Internacional de Unidades (SI), igual al julio por kilogramo (símbolo: Sv). Es una medida del efecto sobre la salud de bajos niveles de radiación ionizante en el cuerpo humano. El sievert es de importancia en dosimetría y protección radiológica, y lleva el nombre de Rolf Maximilian Sievert, un físico médico sueco reconocido por su trabajo en la medición de la dosis de radiación y la investigación de los efectos biológicos de la radiación.
Un Sv es equivalente a un julio por cada kilogramo (J/kg). Esta unidad da un valor numérico con el que se pueden cuantificar los efectos no estocásticos o determinísticos de las radiaciones ionizantes.
El sievert se utiliza para cantidades de dosis de radiación tales como dosis equivalente y dosis efectiva, que representan el riesgo de radiación externa de fuentes externas al cuerpo, y dosis comprometida, que representa el riesgo de irradiación interna debido a sustancias radiactivas inhaladas o ingeridas. El sievert pretende representar el riesgo estocástico para la salud, que para la evaluación de la dosis de radiación se define como la probabilidad de cáncer inducido por la radiación y el daño genético. Un sievert lleva consigo una probabilidad del 5,5% de desarrollar cáncer basado en el modelo lineal sin umbral.
Para permitir la consideración del riesgo estocástico para la salud, se realizan cálculos para convertir la cantidad física dosis absorbida en dosis equivalente y dosis efectiva, cuyos detalles dependen del tipo de radiación y del contexto biológico. Para las aplicaciones en la evaluación de la protección contra las radiaciones y la dosimetría, la Comisión Internacional de Protección Radiológica (CIPR) y Comisión Internacional de Unidades y Medidas de Radiación (ICRU) han publicado recomendaciones y datos que se utilizan para calcularlas. Estos son objeto de una revisión continua, y se aconsejan cambios en los "Informes" formales de esos órganos.
Convencionalmente, el sievert no se utiliza para altas tasas de dosis de radiación que producen efectos determinísticos, que es la gravedad del daño tisular agudo que es seguro que ocurra, como el síndrome de irradiación aguda; estos efectos se comparan con la cantidad física dosis absorbida medida por la unidad gray (Gy).
Su diferencia con el gray (unidad de la dosis absorbida) es que el Sievert está corregido por el daño biológico que producen las radiaciones, mientras que el gray mide la energía absorbida por un material.

## Definición

### Definición del sievert del CIPM
La definición de SI dada por el Comité Internacional de Pesos y Medidas (CIPM) dice:
 ’'«La cantidad equivalente a la dosis H es el producto de la dosis absorbida D de radiación ionizante y del factor sin dimensión Q (factor de calidad) definido en función de la transferencia lineal de energía por la ICRU».
 H = Q × D
El valor de Q' no está definido por CIPM, pero requiere el uso de las recomendaciones pertinentes de la ICRU para proporcionar este valor.
El CIPM también dice que:
 «para evitar cualquier riesgo de confusión entre la dosis absorbida D y la dosis equivalente H, deben utilizarse los nombres especiales de las unidades respectivas, es decir, el nombre gray en lugar de joules por kilogramo para la unidad de dosis absorbida D y el nombre sievert en lugar de joules por kilogramo para la unidad de dosis equivalente H’'».
En resumen:
El gray - cantidad D
1 Gy = 1 julio/kilogramo - una cantidad física. 1 Gy es el depósito de un julio de energía de radiación por kg de materia o tejido.
El sievert - cantidad H
1 Sv = 1 julio/kilogramo - un efecto biológico. El sievert representa el efecto biológico equivalente del depósito de un julio de energía de radiación en un kilogramo de tejido humano. La equivalencia con la dosis absorbida se indica mediante Q.

### Definición del sievert del ICRP/CIPR
La definición de la Comisión Internacional de Protección Radiológica (ICRP) (también conocida como CIPR) del sievert es:
‘'«El sievert es el nombre especial para la unidad SI de dosis equivalente, dosis efectiva y cantidades de dosis operativa. La unidad es julio por kilogramo».
El sievert se utiliza para una serie de cantidades de dosis que se describen en el presente artículo y que forman parte del sistema internacional de protección radiológica concebido y definido por la ICRP y la ICRU.

## Cantidades de dosis externas

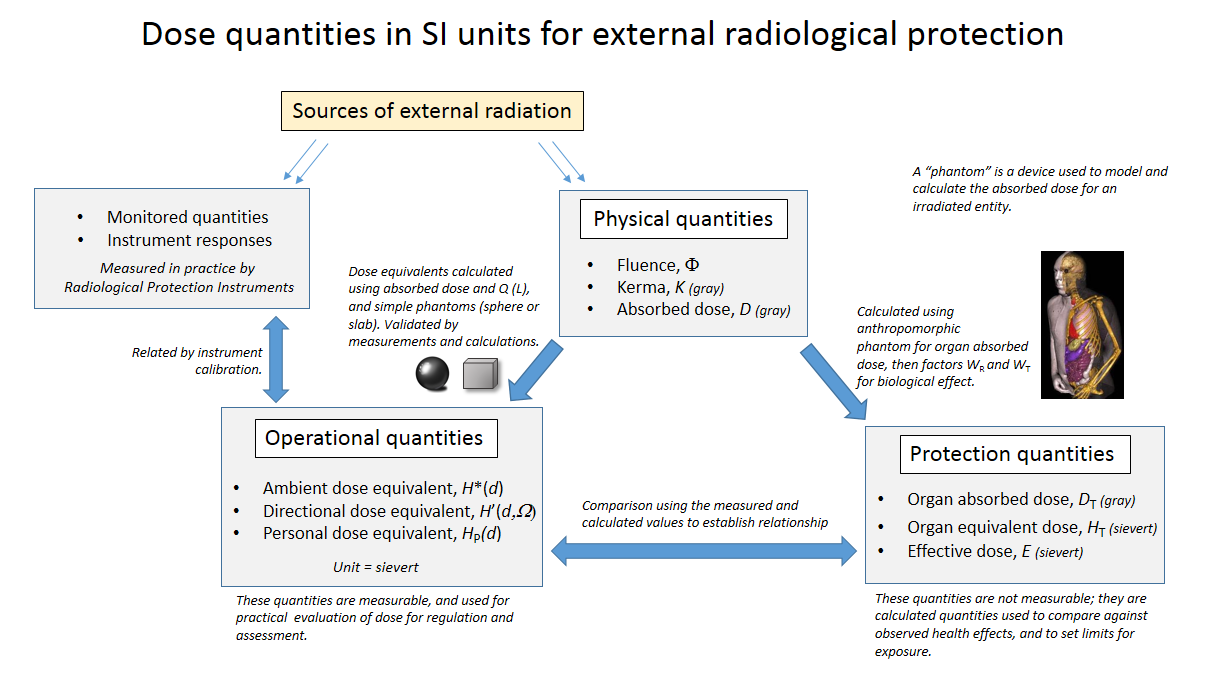
Cantidades de dosis de radiación externa utilizadas en la protección radiológica

El sievert se utiliza para representar los efectos estocásticos de la radiación ionizante externa en el tejido humano. Las dosis de radiación recibidas se miden en la práctica con instrumentos radiométricos y dosímetros y se denominan cantidades operacionales. Para relacionar estas dosis reales recibidas con los probables efectos sobre la salud, se han desarrollado cantidades de protección para predecir los probables efectos sobre la salud utilizando los resultados de grandes estudios epidemiológicos. En consecuencia, esto ha requerido la creación de una serie de cantidades de dosis diferentes dentro de un sistema coherente desarrollado por la ICRU en colaboración con la ICRP.
Las cantidades de dosis externas y sus relaciones se muestran en el diagrama adjunto. La ICRU es la principal responsable de las cantidades de dosis operativas, basadas en la aplicación de la metrología de las radiaciones ionizantes, y la ICRP es la principal responsable de las cantidades de protección, basadas en la modelización de la absorción de dosis y la sensibilidad biológica del cuerpo humano.

### Convenciones de nombramiento
Las cantidades de dosis de ICRU/ICRP tienen propósitos y significados específicos, pero algunos usan palabras comunes en un orden diferente. Puede haber confusión entre, por ejemplo, dosis equivalente y equivalente de dosis’'.
Aunque la definición del CIPM establece que la función de transferencia lineal de energía (Q) del ICRU se utiliza para calcular el efecto biológico, la ICRP en 1990 desarrolló las cantidades de dosis «de protección», dosis «efectiva» y dosis «equivalente» que se calculan a partir de modelos computacionales más complejos y se distinguen por no tener la frase dosis equivalente en su nombre. Solo las cantidades de dosis operativas que todavía utilizan Q para el cálculo conservan la frase «equivalente de dosis». Sin embargo, existen propuestas conjuntas ICRU/ICRP para simplificar este sistema mediante cambios en las definiciones de dosis operativas para armonizarlas con las de las cantidades de protección. Estos se esbozaron en el tercer Simposio Internacional sobre Protección Radiológica en octubre de 2015, y si se implementan harían más lógicos los nombres de las cantidades operativas introduciendo «dosis a la lente del ojo» y «dosis a la piel local» como dosis equivalentes.
En los Estados Unidos hay cantidades de dosis con diferentes nombres que no forman parte de la nomenclatura de la ICRP.

### Cantidades físicas
Se trata de cantidades físicas directamente medibles en las que no se han tenido en cuenta los efectos biológicos. Radiación fluencia es el número de partículas de radiación que inciden por unidad de área por unidad de tiempo, kerma es el efecto ionizante en el aire de los rayos gamma y rayos X y se utiliza para la calibración de instrumentos, y la dosis absorbida es la cantidad de energía de radiación depositada por unidad de masa en la materia o tejido bajo consideración.

### Cantidades operacionales
Las cantidades operacionales se miden en la práctica, y son el medio de medir directamente la absorción de dosis debido a la exposición, o predecir la absorción de dosis en un entorno medido. De este modo, se utilizan para el control práctico de la dosis, proporcionando una estimación o límite superior para el valor de las cantidades de protección relacionadas con una exposición. También se utilizan en la normativa práctica y en las directrices.
La calibración de dosímetros individuales y de área en campos de fotones se realiza midiendo la colisión "kerma del aire libre en el aire" en condiciones de equilibrio de electrones secundarios. A continuación, se obtiene la cantidad operativa adecuada aplicando un coeficiente de conversión que relaciona el kerma del aire con la cantidad operativa adecuada. Los coeficientes de conversión para la radiación de fotones son publicados por el ICRU.
Se utilizan "fantomas" simples (no antropomórficos) para relacionar las cantidades operativas con la irradiación de aire libre medida. El fantasma de esfera ICRU se basa en la definición de un material ICRU equivalente a 4 elementos tisulares que realmente no existe y no puede ser fabricado. La esfera ICRU es una esfera "equivalente de tejido" teórico de 30 cm de diámetro compuesta por un material con una densidad de 1 g·cm−3 y una composición de masa de 76,2% de oxígeno, 11,1% de carbono, 10,1% de hidrógeno y 2,6% de nitrógeno. Este material está especificado para aproximarse lo más posible al tejido humano en sus propiedades de absorción. Según la ICRP, la "esfera fantasma" de la ICRU en la mayoría de los casos se aproxima adecuadamente al cuerpo humano en lo que se refiere a la dispersión y atenuación de los campos de radiación penetrantes bajo consideración. Por lo tanto, la radiación de una determinada fluencia de energía tendrá aproximadamente la misma deposición de energía dentro de la esfera que la que tendría en la masa equivalente de tejido humano.
Para permitir la retrodispersión y la absorción del cuerpo humano, la "placa fantasma" se utiliza para representar el torso humano para la calibración práctica de los dosímetros de todo el cuerpo. La losa fantasma es 300 mm × 300 mm × 150 mm de profundidad para representar el torso humano.
Las propuestas conjuntas ICRU/ICRP esbozadas en el tercer Simposio Internacional sobre Protección Radiológica en octubre de 2015 para cambiar la definición de las cantidades operativas no cambiarían el uso actual de los fantasmas de calibración o los campos de radiación de referencia.

### Cantidades de protección
Las cantidades de protección son modelos calculados y se utilizan como "cantidades límite" para especificar los límites de exposición a fin de garantizar, en palabras de la ICRP, "que la aparición de efectos estocásticos sobre la salud se mantenga por debajo de niveles inaceptables y que se eviten las reacciones de los tejidos". Estas cantidades no pueden medirse en la práctica, pero sus valores se derivan de modelos de dosis externas a órganos internos del cuerpo humano, utilizando fantasmas antropomórficos. Se trata de modelos computacionales 3D del cuerpo que tienen en cuenta una serie de efectos complejos, como la autoprotección del cuerpo y la dispersión interna de la radiación. El cálculo comienza con la dosis absorbida por el órgano y luego se aplican factores de radiación y de ponderación tisular.
Dado que las magnitudes de protección no pueden medirse en la práctica, deben utilizarse las magnitudes operativas para relacionarlas con las respuestas prácticas de los instrumentos de radiación y los dosímetros.

### Respuesta al instrumento y a la dosimetría
Esta es una lectura real obtenida de un monitor de dosis ambiental gama, o de un dosímetro personal. Estos instrumentos se calibran utilizando técnicas de metrología de radiaciones que los relacionan con una norma nacional de radiación y, por lo tanto, con una cantidad operativa. Las lecturas de los instrumentos y los dosímetros se utilizan para prevenir la captación de dosis excesivas y para proporcionar registros de la captación de dosis a fin de cumplir la legislación sobre seguridad radiológica, como en la UK, la Ionising Radiations Regulations 1999.

## Cálculo de las cantidades de dosis de protección

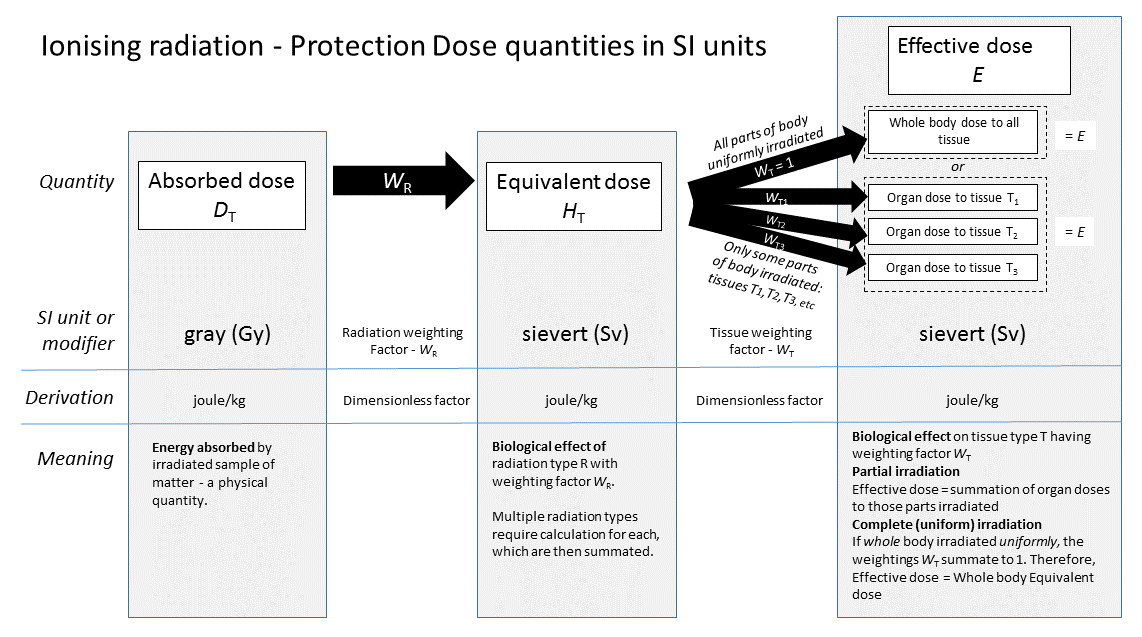
Gráfico que muestra la relación de las cantidades de «dosis de protección» en unidades de SI

El sievert se utiliza en la protección radiológica externa para la dosis equivalente (la fuente externa, los efectos de la exposición de todo el cuerpo, en un campo uniforme), y la dosis efectiva (que depende de las partes del cuerpo irradiadas).
Estas cantidades de dosis son promedios ponderados de dosis absorbidas diseñados para ser representativos de los efectos estocásticos de la radiación sobre la salud, y el uso del sievert implica que se ha aplicado los factores de ponderación apropiados a la dosis absorbida (expresado en grays).
El cálculo de la ICRP proporciona dos factores de ponderación para permitir el cálculo de las magnitudes de protección.
 1. El factor de radiación WR, que es específico para el tipo de radiación R'– Esto se utiliza para calcular la dosis equivalente HT, que puede ser para todo el cuerpo o para órganos individuales.
 2. El factor de ponderación del tejido WT, que es específico para el tipo de tejido T que se irradia. Esto se utiliza con WR para calcular las dosis de los órganos contribuyentes para llegar a una dosis efectiva E para la irradiación no uniforme.
Cuando se irradia uniformemente todo el cuerpo, solo se utiliza el factor de ponderación de la radiación WR, y la dosis efectiva es igual a la dosis equivalente para todo el cuerpo. Pero si la irradiación de un cuerpo es parcial o no uniforme, el factor tisular WT se utiliza para calcular la dosis a cada órgano o tejido. Luego se suman para obtener la dosis efectiva. En el caso de la irradiación uniforme del cuerpo humano, estos se suman a 1, pero en el caso de la irradiación parcial o no uniforme, se suman a un valor más bajo en función de los órganos afectados, lo que refleja el menor efecto general sobre la salud. El proceso de cálculo se muestra en el diagrama adjunto. Este enfoque calcula la contribución del riesgo biológico a todo el cuerpo, teniendo en cuenta la irradiación total o parcial, y el tipo o tipos de radiación.
Los valores de estos factores de ponderación se eligen de forma conservadora para que sean mayores que la mayor parte de los valores experimentales observados para los tipos de células más sensibles, sobre la base de promedios de los obtenidos para la población humana.

### Factor de ponderación del tipo de radiaciónWR
Dado que los diferentes tipos de radiación tienen diferentes efectos biológicos para la misma energía depositada, un factor de ponderación de la radiación correctivo WR, que depende del tipo de radiación y del tejido diana, se aplica para convertir la dosis absorbida medida en la unidad gray para determinar la dosis equivalente. El resultado es el sievert de la unidad.
| Radiación                                                     | Energía (E)                                                   | WR (anteriormente Q')        |
| ------------------------------------------------------------- | ------------------------------------------------------------- | ---------------------------- |
| rayos X, rayos gamma, partículas beta, muons                  | rayos X, rayos gamma, partículas beta, muons                  | 1                            |
| neutrones                                                     | < 1 MeV                                                       | 2.5 + 18.2·e−[ln(E)]²/6      |
| neutrones                                                     | 1 MeV - 50 MeV                                                | 5.0 + 17.0·e−[ln(2·E)]²/6    |
| neutrones                                                     | > 50 MeV                                                      | 2.5 + 3.25·e−[ln(0.04·E)]²/6 |
| protones, piones cargados                                     | protones, piones cargados                                     | 2                            |
| partículas alfa, producto de fisión nuclear, núcleos pesados. | partículas alfa, producto de fisión nuclear, núcleos pesados. | 20                           |

La dosis equivalente se calcula multiplicando la energía absorbida, promediada por la masa sobre un órgano o tejido de interés, por un factor de ponderación de radiación apropiado al tipo y energía de la radiación. Para obtener la dosis equivalente para una mezcla de tipos de radiación y energías, se toma una suma sobre todos los tipos de dosis de energía de radiación.
{\displaystyle H_{T}=\sum _{R}W_{R}\cdot D_{T,R}\ }
dónde
HT es la dosis equivalente absorbida por el tejido T.
DT,R es la dosis absorbida en el tejido T por tipo de radiación R.
WR es el factor de ponderación de la radiación definido por la regulación
Así, por ejemplo, una dosis absorbida de 1 Gy por partículas alfa dará lugar a una dosis equivalente de 20 Sv.

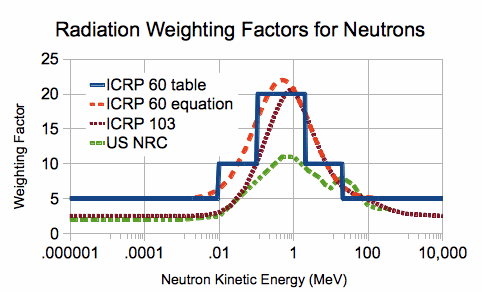
El factor de ponderación de radiación de los neutrones ha sido revisado con el tiempo y sigue siendo polémico (en inglés).

Esto puede parecer una paradoja. Implica que la energía del campo de radiación incidente en julios ha aumentado en un factor de 20, violando así las leyes de conservación de la energía. Sin embargo, este no es el caso. El sievert se utiliza solo para transmitir el hecho de que un gray de partículas alfa absorbidas causaría veinte veces el efecto biológico de un gray de rayos X absorbidos. Es este componente biológico el que se expresa cuando se utilizan los tamices en lugar de la energía real suministrada por la radiación absorbida por el incidente.

### Factor de ponderación del tipo de tejidoWT
El segundo factor de ponderación es el factor tisular WT, pero solo se utiliza si ha habido irradiación no uniforme de un cuerpo. Si el cuerpo ha sido sometido a una irradiación uniforme, la dosis efectiva es igual a la dosis equivalente para todo el cuerpo, y solamente se utiliza el factor de ponderación de la radiación WR'. Pero si hay irradiación corporal parcial o no uniforme, el cálculo debe tener en cuenta las dosis individuales de cada órgano recibidas, porque la sensibilidad de cada órgano a la irradiación depende de su tipo de tejido. Esta dosis sumada de solamente los órganos afectados da la dosis efectiva para todo el cuerpo. El factor de ponderación de los tejidos se utiliza para calcular las contribuciones individuales de las dosis de los órganos.
Los valores de la ICRP para WT se indican en el cuadro que se muestra aquí.
| Órganos             | Factores de ponderación de los tejidos | Factores de ponderación de los tejidos | Factores de ponderación de los tejidos |
| Órganos             | ICRP26 1977                            | ICRP60 1990                            | ICRP103 2007                           |
| ------------------- | -------------------------------------- | -------------------------------------- | -------------------------------------- |
| Gónadas             | 0.25                                   | 0.20                                   | 0.08                                   |
| médula ósea roja    | 0.12                                   | 0.12                                   | 0.12                                   |
| Colon               | —                                      | 0.12                                   | 0.12                                   |
| Pulmón              | 0.12                                   | 0.12                                   | 0.12                                   |
| Estómago            | —                                      | 0.12                                   | 0.12                                   |
| Senos               | 0.15                                   | 0.05                                   | 0.12                                   |
| Vejiga              | —                                      | 0.05                                   | 0.04                                   |
| Hígado              | —                                      | 0.05                                   | 0.04                                   |
| Esófago             | —                                      | 0.05                                   | 0.04                                   |
| Tiroides            | 0.03                                   | 0.05                                   | 0.04                                   |
| Piel                | —                                      | 0.01                                   | 0.01                                   |
| superficie ósea     | 0.03                                   | 0.01                                   | 0.01                                   |
| Glándulas salivales | —                                      | —                                      | 0.01                                   |
| Cerebro             | —                                      | —                                      | 0.01                                   |
| Resto del cuerpo    | 0.30                                   | 0.05                                   | 0.12                                   |
| Total               | 1.00                                   | 1.00                                   | 1.00                                   |

El artículo sobre dosis efectiva da el método de cálculo. La dosis absorbida se corrige primero por el tipo de radiación para dar la dosis equivalente, y luego se corrige para el tejido que recibe la radiación. Algunos tejidos como la médula ósea son particularmente sensibles a la radiación, por lo que se les da un factor de ponderación que es desproporcionadamente grande en relación con la fracción de la masa corporal que representan. Otros tejidos como la superficie ósea dura son particularmente insensibles a la radiación y se les asigna un factor de ponderación desproporcionadamente bajo.
En resumen, la suma de las dosis ponderadas por tejido de cada órgano o tejido irradiado del cuerpo se suma a la dosis efectiva para el cuerpo. El uso de la dosis efectiva permite comparar la dosis total recibida independientemente del grado de irradiación corporal.

## Cantidades operativas
Las cantidades operativas se utilizan en aplicaciones prácticas para supervisar e investigar situaciones de exposición externa. Se definen para mediciones operacionales prácticas y evaluación de dosis en el cuerpo. Se diseñaron tres cantidades de dosis operacionales externas para relacionar las mediciones operacionales del dosímetro y del instrumento con las cantidades de protección calculadas. También se diseñaron dos fantasmas, los fantasmas ICRU "losa" y "esfera", que relacionan estas cantidades con las cantidades de radiación incidente utilizando el cálculo Q(L).

### Dosis equivalente en el ambiente
Se utiliza para la vigilancia de la superficie de las radiaciones penetrantes y suele expresarse como la cantidad H*(10). Esto significa que la radiación es equivalente a la que se encuentra 10 mm dentro de la esfera ICRU en la dirección de origen del campo. Un ejemplo de radiación penetrante son los rayos gamma.

### Dosis equivalente direccional
Se utiliza para monitorizar la radiación de baja penetración y suele expresarse como la cantidad H'(0.07). Esto significa que la radiación es equivalente a la que se encuentra a una profundidad de 0,07 mm en la esfera ICRU. Ejemplos de radiación de baja penetración son las partículas alfa, partículas beta y fotones de baja energía. Esta cantidad de dosis se utiliza para la determinación de dosis equivalentes a, por ejemplo, la piel, la lente del ojo. En la práctica de la protección radiológica, el valor de omega no suele especificarse, ya que, por lo general, la dosis se encuentra como máximo en el punto de interés.

### Dosis equivalente de dosis personal
Esto se utiliza para el monitoreo de dosis individuales, como por ejemplo con un dosímetro personal que se usa en el cuerpo. La profundidad recomendada para la evaluación es de 10 mm, lo que da la cantidad Hp(10).

## Propuestas para cambiar la definición de las cantidades de dosis de protección
Con el fin de simplificar los medios de cálculo de las cantidades operativas y ayudar a la comprensión de las cantidades de protección radiológica, el Comité 2 de la ICRP y el Comité 26 del Informe de la ICRU iniciaron en 2010 un examen de los diferentes medios para conseguirlo mediante coeficientes de dosis relacionados con la dosis efectiva o la dosis absorbida.
Específicamente;
1. Para el control de la zona de la dosis efectiva de todo el cuerpo que sería:
H = Φ × coeficiente de conversión
La causa de ello es que H∗(10) no es una estimación razonable de la dosis efectiva debida a los fotones de alta energía, como resultado de la ampliación de los tipos de partículas y los rangos de energía que se considerarán en el informe 116 de la ICRP. Este cambio eliminaría la necesidad de la esfera ICRU e introduciría una nueva cantidad llamada Emax.
2. Para el monitoreo individual, para medir los efectos determinísticos sobre el cristalino y la piel, lo sería:
D = Φ × coeficiente de conversión para la dosis absorbida.
El motor para ello es la necesidad de medir el efecto determinístico, que se sugiere, es más apropiado que el efecto estocástico. Esto calcularía las cantidades de dosis equivalentes Hlente y Hpiel.
Esto eliminaría la necesidad de la Esfera ICRU y la función Q-L. Cualquier cambio reemplazaría al informe 51 de la ICRU y a parte del informe 57.
En julio de 2017, el ICRU/ICRP emitió un proyecto de informe final para consulta.

## Cantidades de dosis internas
El sievert se utiliza para las cantidades de dosis internas humanas en el cálculo de la dosis comprometida. Se trata de una dosis de radionúclidos que han sido ingeridos o inhalados en el cuerpo humano, y por lo tanto "comprometidos" a irradiar el cuerpo durante un período de tiempo. Los conceptos de cálculo de las magnitudes de protección descritos para las radiaciones externas son aplicables, pero como la fuente de radiación se encuentra dentro del tejido del cuerpo, el cálculo de la dosis de órganos absorbida utiliza diferentes coeficientes y mecanismos de irradiación.
La ICRP define la dosis efectiva comprometida, E(t) como la suma de los productos de las dosis comprometidas de órgano o tejido equivalente y los factores de ponderación tisular apropiados WT, donde t es el tiempo de integración en los años siguientes a la ingesta. Se considera que el período de compromiso es de 50 años para los adultos y de 70 años para los niños.
La ICRP afirma además: "Para la exposición interna, las dosis efectivas comprometidas se determinan generalmente a partir de una evaluación de la ingesta de radionucleidos a partir de mediciones de bioensayos u otras cantidades (por ejemplo, actividad retenida en el cuerpo o en la excreta diaria). La dosis de radiación se determina a partir de la ingesta utilizando los coeficientes de dosis recomendados".
Una dosis comprometida de una fuente interna está destinada a conllevar el mismo riesgo efectivo que la misma cantidad de dosis equivalente aplicada uniformemente a todo el cuerpo desde una fuente externa, o la misma cantidad de dosis efectiva aplicada a una parte del cuerpo.

## Síntomas inmediatos en la salud
Síntomas en los humanos a causa de la radiación acumulada durante un mismo día (los efectos se reducen si el mismo número de Sieverts se acumula en un periodo más largo):
- 0 - 0,25 Sv: Ninguno
- 0,25 - 1 Sv: Algunas personas sienten náuseas y pérdida de apetito, y pueden sufrir daños en la médula ósea, ganglios linfáticos o en el bazo.
- 1 - 3 Sv: náuseas entre leves y agudas, pérdida de apetito, infección[nota 1], pérdida de médula ósea más severa, así como daños en ganglios linfáticos, bazo, con recuperación solo probable.
- 3 - 6 Sv: náusea severa, pérdida de apetito, hemorragias, infección, diarrea, descamación, esterilidad, y muerte si no se trata.
- 6 - 10 Sv: Mismos síntomas, más deterioro del sistema nervioso central. Muerte probable.
- Más de 10 Sv: parálisis y muerte.

Síntomas en humanos por radiación acumulada durante un año, en milisieverts (1 Sv = 1000 mSv = 1000000 μSv):
- 2.5 mSv: Radiación media anual global.
- 5.5 - 10.2 mSv: Valores naturales medios en Guarapari (Brasil) y en Ramsar (Irán).[27] Sin efectos nocivos.
- 6.9 mSv: Escáner CT o TAC.
- 50 - 250 mSv: Límite para trabajadores de prevención y emergencia, respectivamente.

## Dosis máxima de radiación de los astronautas
En los viajes espaciales, y debido a que en el espacio existe radiación a causa del viento solar y de los rayos cósmicos, la NASA tiene la norma por la cual en 10 años de servicio, un astronauta no debería recibir mayor radiación que la que incrementaría en un 3 % la probabilidad de sufrir a futuro un cáncer mortal.
Usando esta norma, la NASA calcula la cantidad de radiación máxima que un astronauta debería recibir en 10 años de servicio (basados en cálculos aproximados, sin mucha estadística disponible):
Hombres de 25 años: 0,7 Sv; Mujeres de 25 años: 0,4 Sv

Hombres de 35 años: 0,9 Sv; Mujeres de 35 años: 0,6 Sv

Hombres de 45 años: 1,5 Sv; Mujeres de 45 años: 0,9 Sv

Hombres de 55 años: 2,9 Sv; Mujeres de 55 años: 1,6 Sv

## Historia
El sievert tiene su origen en el röntgen equivalent man (rem) que deriva de las unidades CGS. La Comisión Internacional de Unidades y Medidas de Radiación (ICRU) promovió un cambio a unidades coherentes de SI en la década de 1970, y anunció en 1976 que tenía previsto formular una unidad adecuada para la dosis equivalente. La ICRP se adelantó a la ICRU introduciendo el sievert en 1977.
El sievert fue adoptado por el Comité Internacional de Pesos y Medidas (CIPM) en 1980, cinco años después de adoptar el gray. El CIPM emitió entonces una explicación en 1984, recomendando cuándo se debe usar el sievert en lugar del gray. Esta explicación se actualizó en 2002 para acercarla a la definición de dosis equivalente de la ICRP, que había cambiado en 1990. Específicamente, la ICRP había introducido dosis equivalentes, renombro el factor de calidad (Q) como factor de ponderación de la radiación (WR), y redujo otro factor de ponderación 'N' en 1990. En 2002, el CIPM también eliminó el factor de ponderación 'N' de su explicación, pero mantuvo otros términos y símbolos antiguos. Esta explicación solo aparece en el apéndice del folleto del SI y no forma parte de la definición del sievert.

## Efectos sobre la salud
La radiación ionizante tiene efectos determinista y estocástico sobre la salud humana. Los eventos deterministas (efecto tisular agudo) ocurren con certeza, con las condiciones de salud resultantes en cada individuo que recibió la misma dosis alta. Los Estocásticos (inducción del cáncer y eventos genéticos) son intrínsecamente aleatorios, con la mayoría de los individuos en un grupo que no exhiben ningún causal efecto negativo para la salud después de la exposición, mientras que una minoría aleatoria indeterminada lo hace, a menudo con los sutiles efectos negativos para la salud que resultan siendo observables solo después de grandes estudios detallados epidemiológicos.
El uso del sievert implica que solamente se consideran los efectos estocásticos, y para evitar confusiones se comparan convencionalmente los efectos determinísticos con los valores de dosis absorbida expresados por la unidad SI gray (Gy).

### Efectos estocásticos
Los efectos estocásticos son aquellos que ocurren al azar, como cáncer inducido por la radiación. El consenso de los reguladores nucleares, los gobiernos y el UNSCEAR es que la incidencia de cánceres debido a la radiación ionizante puede ser modelada de manera lineal con dosis efectiva a una tasa de 5.5% por sievert. Esto se conoce como el modelo lineal sin umbral (modelo LNT). Algunos comentaristas como la Academia Francesa de Ciencias argumentan que este modelo de LNT está obsoleto y debería ser reemplazado por un umbral por debajo del cual los procesos celulares naturales del cuerpo reparan el daño y/o reemplazan las células dañadas. Existe un acuerdo general de que el riesgo es mucho mayor para los bebés y los fetos que para los adultos, más alto para los de mediana edad que para los mayores, y más alto para las mujeres que para los hombres, aunque no existe un consenso cuantitativo al respecto.

### Efectos determinados

Gráfico que representa el efecto de fraccionamiento de dosis sobre la capacidad de rayos gamma para causar la muerte celular. La línea azul es para las células a las que no se les dio la oportunidad de recuperarse; la radiación se administró en una sesión; la línea roja es para las células a las que se les permitió permanecer de pie durante un tiempo y recuperarse. Con la pausa en el parto confiriendo radiorresistencia.

Los efectos determinísticos (daño tisular agudo) que pueden conducir a síndrome de irradiación agudo solo se producen en el caso de dosis altas agudas (≳ 0.1 Gy) y tasas de dosis altas (≳ 0.1 Gy/h) y, convencionalmente, no se miden utilizando el sievert unitario, sino que se utiliza la unidad gray (Gy).
Un modelo de riesgo determinístico requeriría diferentes factores de ponderación (aún no establecidos) que los que se utilizan en el cálculo de la dosis equivalente y efectiva.

### Dosis límites de la ICRP
La ICRP recomienda una serie de límites para la asimilación de dosis en la tabla 8 del informe 103. Estos límites son "situacionales", para situaciones planificadas, de emergencia y existentes. Dentro de estas situaciones, se establecen límites para los siguientes grupos;
- Exposición planificada – límites dados para la exposición ocupacional, médica y pública.
- Exposición de emergencia – límites de exposición ocupacional y pública
- Exposición existente – Todas las personas expuestas

Para la exposición ocupacional, el límite es de 50 mSv en un solo año con un máximo de 100 mSv en un periodo consecutivo de cinco años, y para el público a un promedio de 1 mSv (0.001 Sv) de dosis efectiva por año, sin incluir las exposiciones médicas y ocupacionales.
A modo de comparación, los niveles naturales de radiación en el interior del Capitolio de los Estados Unidos son tales que un cuerpo humano recibiría una tasa de dosis adicional de 0.85 mSv/a, cercana al límite reglamentario, debido al contenido de uranio de la estructura de granito. Según el modelo conservador de la ICRP, alguien que pasó 20 años dentro del edificio del Capitolio tendría una posibilidad extra de contraer cáncer, por encima de cualquier otro riesgo existente (calculado como: 20 a-20 a·0.85 mSv/a·0.001 Sv/mSv·5.5%/Sv ≈ 0.1%). Sin embargo, ese "riesgo existente" es mucho mayor; un estadounidense promedio tendría un 10% de probabilidad de contraer cáncer durante este mismo período de 20 años, incluso sin ninguna exposición a la radiación artificial (ver epidemiología del cáncer natural y tasas de cáncer). Sin embargo, estas estimaciones no tienen en cuenta los mecanismos naturales de reparación de todas las células vivas, evolucionaron durante unos pocos miles de millones de años de exposición a las amenazas químicas y de radiación del medio ambiente que eran mayores en el pasado, y fueron exageradas por la evolución del metabolismo del oxígeno.

## Ejemplos de dosis

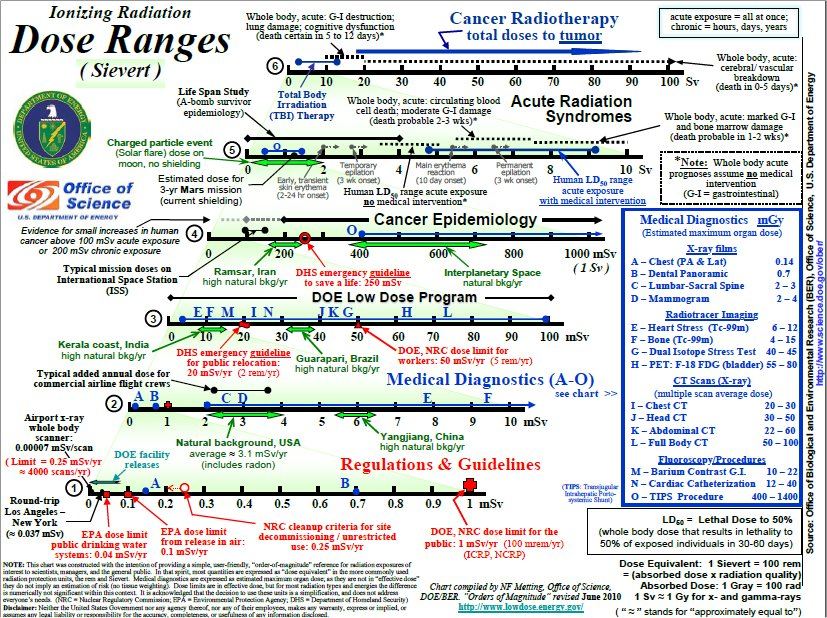
Tabla de dosis del Departamento de Energía de Estados Unidos 2010 en tamices para una variedad de situaciones y aplicaciones (en inglés)

Varias dosis de radiación en siéverts, desde triviales hasta letales, expresadas como áreas comparativas (en inglés)

Comparación de dosis de radiación. Incluye la cantidad detectada en el viaje de la Tierra a Marte por el RAD en el MSL (2011-2013) (en inglés).

No es frecuente encontrar dosis significativas de radiación en la vida diaria. Los siguientes ejemplos pueden ayudar a ilustrar las magnitudes relativas; estos son solamente ejemplos, no una lista completa de posibles dosis de radiación. Una "dosis aguda" es aquella que se produce en un período de tiempo corto y finito, mientras que una "dosis crónica" es una dosis que continúa durante un período de tiempo prolongado, de modo que se describe mejor mediante una tasa de dosis.

### Ejemplos de dosis
| 0.098   | μSv: | Dosis equivalente a un plátano, una unidad ilustrativa de dosis de radiación que representa la medida de la radiación de una típica de bananas.                                                      |
| 0.25    | μSv: | Límite de dosis efectiva de una sola inspección de seguridad en un aeropuerto. |
| 5–10    | μSv: | Un equipo de radiografía dental. |
| 80      | μSv: | Dosis media (una sola vez) a las personas que estaban dentro de la planta durante el accidente de Three Mile Island.                                                                                 |
| 400–600 | μSv: | Mamografía de dos vistas, usando factores de ponderación actualizados en 2007. |
| 1       | mSv: | U.S. 10 CFR § Límite de dosis para miembros individuales del público, total dosis efectiva equivalente, per annum.                                                                                   |
| 1.5–1.7 | mSv: | Dosis anual para las azafatas. |
| 2–7     | mSv: | Fluoroscopia de bario, por ejemplo la comida de bario, hasta 2 minutos, imágenes de 4-24 puntos. |
| 10–30   | mSv: | Un sola tomografía axial computarizada a todo el cuerpo. |
| 50      | mSv: | U.S. 10 C.F.R. § 20.1201(a)(1)(i) límite de dosis ocupacional, dosis efectiva total equivalente, por año.                                                                                            |
| 68      | mSv: | Dosis máxima estimada para los evacuados que vivían más cerca de los accidente nuclear de Fukushima I.                                                                                               |
| 80      | mSv: | 6 meses de estancia en la Estación Espacial Internacional. |
| 160     | mSv: | Dosis crónica a los pulmones durante un año fumando 1,5 paquetes de cigarrillos al día, principalmente debido a la inhalación de Polonio-210 y Plomo-210.                                            |
| 250     | mSv: | Viaje a Marte de 6 meses — radiación debido a los rayos cósmicos, que es muy difícil de protegerse contra ellos.                                                                                     |
| 500     | mSv: | U.S. 10 C.F.R. § 20.1201(a)(2)(ii) límite de dosis ocupacional, dosis superficial equivalente a la piel, por año.                                                                                    |
| 670     | mSv: | La dosis más alta recibida por un trabajador que responde a la emergencia de Fukushima. |
| 1       | Sv:  | Máxima exposición a la radiación permitida para los astronautas de la NASA durante su carrera. |
| 4–5     | Sv:  | Dosis necesaria para matar a un humano con un riesgo del 50% en un plazo de 30 días (LD50/30), si la dosis se recibe durante un período de tiempo muy corto.                                         |
| 4.5–6   | Sv:  | Dosis agudas fatales durante el accidente de Goiânia. |
| 5.1     | Sv:  | Dosis aguda fatal a Harry Daghlian en el accidente de criticidad de 1945. |
| 10–17   | Sv:  | Dosis agudas fatales durante el accidente nuclear de Tokaimura. Hisashi Ouchi que recibió 17 Sv fue mantenido vivo durante 83 días después del accidente.                                            |
| 21      | Sv:  | Dosis aguda fatal a Louis Slotin en el accidente de criticidad de 1946. |
| 36      | Sv:  | En 1958, la muerte ocurrió dentro de 35 horas. |
| 54      | Sv:  | Dosis aguda fatal a Boris Korchilov en 1961 después de que un sistema de enfriamiento del reactor fallara en el submarino soviético K-19, lo que requirió trabajo en el reactor sin ningún blindaje. |
| 64      | Sv:  | La dosis no fatal a Albert Stevens se extendió a lo largo de 21 años, debido a un experimento de inyección de plutonio de 1945 por doctores que trabajaban secretamente en el Proyecto Manhattan.    |

### Ejemplos de tasas de dosis
Todas las conversiones entre horas y años han asumido la presencia continua en un campo constante, sin tener en cuenta las fluctuaciones conocidas, la exposición intermitente y la radiactividad. Los valores convertidos se muestran entre paréntesis.
| <1       | mSv/a  | <0.1    | μSv/h      | Es difícil medir las tasas de dosis constantes por debajo de 0.1 μSv/h. [cita requerida] |
| 1        | mSv/a  | (0.1    | μSv/h avg) | La ICRP recomienda un máximo para la irradiación externa del cuerpo humano, excluyendo exposiciones médicas y ocupacionales. |
| 2.4      | mSv/a  | (0.27   | μSv/h avg) | Exposición humana a la radiactividad ambiental media global. |
| (8       | mSv/a) | 0.81    | μSv/h avg  | Junto al sarcófago de la central nuclear de Chernóbil. |
| ~8       | mSv/a  | (~0.9   | μSv/h avg) | Radiación natural ambiental media de Finlandia. |
| 24       | mSv/a  | (2.7    | μSv/h avg) | Radiación natural ambiental en la altitud de crucero de la aerolínea. |
| 130      | mSv/a  | (15     | μSv/h avg) | Campo ambiental dentro de la mayoría de las casas radiactivas en Ramsar (Irán). |
| (800     | mSv/a) | 90      | μSv/h      | Radiación natural en una playa monacita cerca de Guarapari, Brasil. |
| (9       | Sv/a)  | 1       | mSv/h      | Definición de la NRC de un área de alta radiación en una central nuclear, lo que garantiza una valla de alambre. 22 a 34 segundos para acumular una dosis letal. (LD50/30). |
|          |        | 2–20    | mSv/h      | Típica tasa de dosis para el muro del reactor activado en un posible futuro reactor de fusión después de 100 años. Después de aproximadamente 300 años de desintegración, los residuos de la fusión producirían la misma tasa de dosis que la exposición a cenizas de carbón, siendo el volumen de residuos de fusión, naturalmente, órdenes de magnitud inferiores a las de las cenizas de carbón. La activación prevista inmediata es de 90 M Gy/a. |
| (1.7     | kSv/a) | 190     | mSv/h      | Máxima lectura de la lluvia radiactiva de la bomba Trinity, 20 mi (32 km) a 3 horas de la detonación. Las cifras anotadas excluyen cualquier dosis comprometida de radioisótopos tomados en el cuerpo. Por lo tanto, la dosis total de radiación sería mayor a menos que se utilizara protección respiratoria. |
| (2.3     | MSv/a) | 270     | Sv/h       | Típico paquete de combustible gastado de PWR, después de 10 años de enfriamiento, sin blindaje. |
| (4.6–5.6 | MSv/a) | 530–650 | Sv/h       | El nivel de radiación dentro de la vasija de contención primaria del segundo reactor de Fukushima, a partir de febrero de 2017, seis años después de que se sospechara una fusión del núcleo. |

Notas en los ejemplos:
1. 1 2 3 4   Las cifras anotadas están dominadas por una dosis comprometida que gradualmente se convirtió en dosis efectiva durante un período de tiempo prolongado. Por lo tanto, la verdadera dosis aguda debe ser menor, pero la práctica de la dosimetría estándar es tener en cuenta las dosis comprometidas como agudas en el año en que los radioisótopos se toman en el cuerpo.
2. ↑  The dose rate received by air crews is highly dependent on the radiation weighting factors chosen for protons and neutrons, which have changed over time and remain controversial.
3. 1 2  "Operational Quantities for External Radiation Exposure, Actual Shortcomings and Alternative Options", G. Dietze, D. T. Bartlett, N.E. Hertel, given at IRPA 2012, Glasgow, Scotland. May 2012

## Uso común del Sv
Esta unidad del Sistema Internacional es nombrada así en honor a Rolf Maximilian Sievert. En las unidades del SI cuyo nombre proviene del nombre propio de una persona, la primera letra del símbolo se escribe con mayúscula (Sv), en tanto que su nombre siempre empieza con una letra minúscula (sievert), salvo en el caso de que inicie una frase o un título.
Basado en The International System of Units, sección 5.2.

Los prefijos del SI se utilizan con frecuencia como el milisievert (1 mSv = 0.001 Sv) y el microsievert (1 μSv = 0.000001 Sv) y las unidades de uso común para las indicaciones derivadas del tiempo o "tasa de dosis" en los instrumentos y las advertencias para la protección radiológica son μSv/h y mSv/h. Los límites reglamentarios y las dosis crónicas se dan a menudo en unidades de mSv/a o Sv/a, donde se entiende que representan un promedio a lo largo de todo el año. En muchos escenarios ocupacionales, la tasa de dosis por hora puede fluctuar a niveles miles de veces más altos durante un breve período de tiempo, sin infringir los límites anuales. La conversión de horas a años varía debido a los años bisiestos y los programas de exposición, pero las conversiones aproximadas sí lo son:
1 mSv/h = 8.766 Sv/a
114.1 μSv/h = 1 Sv/a
La conversión de las tarifas por hora a las tarifas anuales se complica aún más por las fluctuaciones estacionales de la radiación natural, la desintegración de las fuentes artificiales y la proximidad intermitente entre los seres humanos y las fuentes. Una vez que la ICRP adoptó la conversión fija para la exposición ocupacional, aunque éstas no han aparecido en documentos recientes:
8 h = 1 día
40 h = 1 semana
50 semanas = 1 año
Por lo tanto, para las exposiciones de ocupación de ese período de tiempo,
1 mSv/h = 2 Sv/a
500 µSv/h = 1 Sv/a

## Conversión a otras unidades
1 Sv = 100 rem
En las aplicaciones que pueden encontrarse comúnmente suelen ser utilizados sus submúltiplos mSv y μSv. A partir de 1 Sv los efectos más importantes son los deterministas, por lo que se utiliza la dosis absorbida (por tanto los gray).

## Cantidades de radiación ionizante

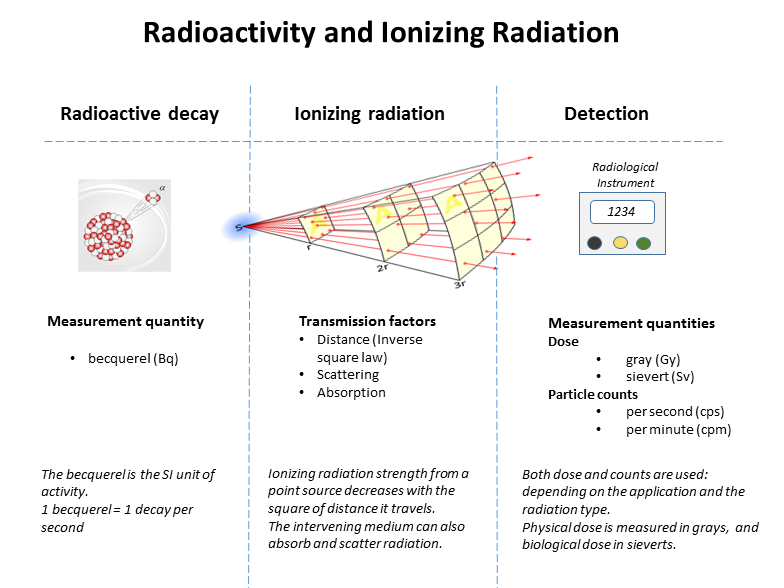
Mostrar gráficamente las relaciones entre la radiactividad y la radiación ionizante detectada

La siguiente tabla muestra las cantidades de radiación en unidades SI y no SI:
| Magnitud              | Unidad     | Símbolo | Derivación              | Año  | Equivalencia SI  |
| --------------------- | ---------- | ------- | ----------------------- | ---- | ---------------- |
| Actividad (A)         | curio      | Ci      | 3.7 × 1010 s−1          | 1953 | 3.7 × 1010 Bq    |
| Actividad (A)         | bequerelio | Bq      | s−1                     | 1974 | Unidad SI        |
| Actividad (A)         | rutherford | Rd      | 106 s−1                 | 1946 | 1,000,000 Bq     |
| Exposición (X)        | röntgen    | R       | esu / 0.001293 g of air | 1928 | 2.58 × 10−4 C/kg |
| Dosis absorbida (D)   | erg        |         | erg⋅g−1                 | 1950 | 1.0 × 10−4 Gy    |
| Dosis absorbida (D)   | rad        | rad     | 100 erg⋅g−1             | 1953 | 0.010 Gy         |
| Dosis absorbida (D)   | gray       | Gy      | J⋅kg−1                  | 1974 | Unidad SI        |
| Dosis equivalente (H) | rem        | rem     | 100 erg⋅g−1             | 1971 | 0.010 Sv         |
| Dosis equivalente (H) | sievert    | Sv      | J⋅kg−1 × WR             | 1977 | Unidad SI        |

Aunque la Comisión Reguladora Nuclear de los Estados Unidos permite el uso de las unidades curie, rad y rem, junto con las unidades SI, Las Directivas europeas de unidades de medida de la Unión Europea exigían que su uso para «fines de salud pública…» se eliminara gradualmente para el 31 de diciembre de 1985.

### Equivalencia rem
Una unidad más antigua para la dosis equivalente es el rem, todavía se utiliza con frecuencia en los Estados Unidos. Un sievert es igual a 100 rem:
| 100.0000 rem | = | 100 000.0 mrem | = | 1 Sv   | = | 1.000000 Sv | = | 1000.000 mSv | = | 1 000 000 µSv |
| 1.0000 rem   | = | 1000.0 mrem    | = | 1 rem  | = | 0.010000 Sv | = | 10.000 mSv   | = | 10000 µSv     |
| 0.1000 rem   | = | 100.0 mrem     | = | 1 mSv  | = | 0.001000 Sv | = | 1.000 mSv    | = | 1000 µSv      |
| 0.0010 rem   | = | 1.0 mrem       | = | 1 mrem | = | 0.000010 Sv | = | 0.010 mSv    | = | 10 µSv        |
| 0.0001 rem   | = | 0.1 mrem       | = | 1 µSv  | = | 0.000001 Sv | = | 0.001 mSv    | = | 1 µSv         |